# Slidrefjord
Slidrefjord este un lac localizat în partea de sud a Norvegiei, în provincia Innlandet pe teritoriul comunelor Vestre Slidre și Vang, în bazinul hidrografic al râului Begna. Adâncimea maximă a lacului este de 76 m. Debitul lacului este reglat prin intermediul barajului hidrocentralei Fossheimsfoss, ce profită de diferența de nivel de 7 metri între lac și lacul Strondafjord.